# Jakob Streitle
Jakob Streitle (11 dicembre 1916 – 24 giugno 1982) è stato un allenatore di calcio e calciatore tedesco, di ruolo difensore.